# Lijst van voetbalinterlands Estland - Italië
Deze lijst van voetbalinterlands is een overzicht van alle officiële voetbalwedstrijden tussen de nationale teams van Estland en Italië. De landen speelden tot op heden zeven keer tegen elkaar. De eerste ontmoeting, een kwalificatiewedstrijd voor het Wereldkampioenschap voetbal 1994, werd gespeeld in Triëst op 14 april 1993. Het laatste duel, een vriendschappelijk duel, vond plaats op 11 november 2020 in Florence.

## Wedstrijden
| № | Plaats   | Datum             | Competitie           | Wedstrijd        | Uitslag |
| - | -------- | ----------------- | -------------------- | ---------------- | ------- |
| 1 | Triëst   | 14 april 1993     | WK 1994 kwalificatie | Italië – Estland | 2 – 0   |
| 2 | Tallinn  | 22 september 1993 | WK 1994 kwalificatie | Estland – Italië | 0 – 3   |
| 3 | Tallinn  | 8 oktober 1994    | EK 1996 kwalificatie | Estland – Italië | 0 – 2   |
| 4 | Salerno  | 25 maart 1995     | EK 1996 kwalificatie | Italië – Estland | 4 – 1   |
| 5 | Tallinn  | 3 september 2010  | EK 2012 kwalificatie | Estland – Italië | 1 – 2   |
| 6 | Modena   | 3 juni 2011       | EK 2012 kwalificatie | Italië – Estland | 3 – 0   |
| 7 | Florence | 11 november 2020  | Vriendschappelijk    | Italië – Estland | 4 – 0   |
| 8 | Bergamo  | 5 september 2025  | WK 2026 kwalificatie | Italië − Estland |         |
| 9 | Tallinn  | 11 oktober 2025   | WK 2026 kwalificatie | Estland − Italië |         |

## Samenvatting
| Competitie        | Totaal gespeeld | Winst Estland | Gelijk | Winst Italië | Doelsaldo Estland – Italië |
| ----------------- | --------------- | ------------- | ------ | ------------ | -------------------------- |
| WK-kwalificatie   | 2               | 0             | 0      | 2            | 0 − 5                      |
| EK-kwalificatie   | 4               | 0             | 0      | 4            | 2 − 11                     |
| Vriendschappelijk | 1               | 0             | 0      | 1            | 0 − 4                      |
| Totaal            | 7               | 0             | 0      | 7            | 2 − 20                     |

Wedstrijden bepaald door strafschoppen worden, in lijn met de FIFA, als een gelijkspel gerekend.

## Details

### Eerste ontmoeting
| WK 1994 kwalificatie (Triëst, Italië, 14 april 1993): |              | |
| Italië | 2 – 0        | Estland |
| Roberto Baggio 21' Giuseppe Signori 87' | goals        | |
| Arrigo Sacchi | bondscoach   | Uno Piir |
| Gianluca Pagliuca Sergio Porrini 46' Alberto Di Chiara Pietro Vierchowod Franco Baresi Dino Baggio 78' Diego Fuser Demetrio Albertini Alessandro Melli Roberto Baggio Giuseppe Signori | opstellingen | Mart Poom Risto Kallaste Marek Lemsalu Igor Prins Urmas Kaljend Toomas Kallaste Andrei Borissov Marko Kristal 89' Martin Reim Sergei Ratnikov 83' Aleksandr Puštov |
| Moreno Mannini 46' Fabrizio Di Mauro 78' | wissels      | 83' Lembit Rajala 89' Indro Olumets |

### Tweede ontmoeting
| WK 1994 kwalificatie (Tallinn, Estland, 22 september 1993):                                                                                                   |              | |
| Estland | 0 – 3        | Italië |
| | goals        | 20' (pen.) Roberto Baggio 61' Roberto Mancini 76' Roberto Baggio |
| Uno Piir | bondscoach   | Arrigo Sacchi |
| Mart Poom Risto Kallaste Igor Prins Urmas Hepner Viktor Alonen Toomas Kallaste Andrei Borissov Sergei Bragin 58' Dzintar Klavan 88' Marko Kristal Martin Reim | opstellingen | Gianluca Pagliuca Antonio Benarrivo Andrea Fortunato Demetrio Albertini Alessandro Costacurta Franco Baresi 46' Attilio Lombardo Antonio Manicone Pierluigi Casiraghi Roberto Baggio Stefano Eranio |
| Indro Olumets 58' Sergei Ratnikov 88' | wissels      | 46' Roberto Mancini |
| - Debuut van Antonio Benarrivo, Andrea Fortunato en Antonio Manicone voor Italië.                                                                             |              | |

### Derde ontmoeting
| EK 1996 kwalificatie (Tallinn, Estland, 8 oktober 1994):                                                                                                   |              | |
| Estland | 0 – 2        | Italië |
| | goals        | 20' Christian Panucci 77' Pierluigi Casiraghi |
| Roman Ubakivi | bondscoach   | Arrigo Sacchi |
| Mart Poom Marek Lemsalu Toomas Kallaste Viktor Alonen Dzintar Klavan 75' Urmas Kaljend Marko Kristal Martin Reim Toomas Krõm 68' Tarmo Linnumäe Urmas Kirs | opstellingen | Gianluca Pagliuca Christian Panucci 86' Giuseppe Favalli Paolo Maldini 83' Alberigo Evani Alessandro Costacurta Roberto Rambaudi Dino Baggio Pierluigi Casiraghi Gianfranco Zola Giuseppe Signori |
| Indro Olumets 68' Risto Kallaste 75' | wissels      | 83' Demetrio Albertini 87' Luigi Apolloni |
| Tarmo Linnumäe 46' Urmas Kaljend 51' Indro Olumets 81' | gele kaarten | |
| - Debuut van Giuseppe Favalli en Roberto Rambaudi voor Italië.                                                                                             |              | |

### Vierde ontmoeting
| EK 1996 kwalificatie (Salerno, Italië, 25 maart 1995): |              | |
| Italië | 4 – 1        | Estland |
| Gianfranco Zola 45' Demetrio Albertini 58' Gianfranco Zola 65' Fabrizio Ravanelli 82'                                                                                                 | goals        | 72' Martin Reim |
| Arrigo Sacchi | bondscoach   | Roman Ubakivi |
| Angelo Peruzzi Paolo Maldini Lorenzo Minotti Paolo Negro Amedeo Carboni Demetrio Albertini Dino Baggio Stefano Eranio 57' Gianfranco Zola Alessandro Del Piero 70' Fabrizio Ravanelli | opstellingen | Mart Poom Marek Lemsalu Urmas Kirs Toomas Kallaste Indro Olumets Meelis Lindmaa Risto Kallaste Tarmo Linnumae Marko Kristal 77' Alari Lell 68' Toomas Krõm |
| Attilio Lombardo 57' Nicola Berti 70' | wissels      | 68' Martin Reim 77' Mati Pari |
| Paolo Negro 43' | gele kaarten | 19' Marko Kristal 44' Toomas Krõm 70' Risto Kallaste |
| - Debuut van Angelo Peruzzi, Fabrizio Ravanelli en Alessandro Del Piero voor Italië. - Debuut van Alari Lell (JK Tervis Pärnu) voor Estland.                                          |              | |

### Vijfde ontmoeting
| EK 2012 kwalificatie (Tallinn, Estland, 3 september 2010): |       |                                          |
| Estland                                                    | 1 – 2 | Italië                                   |
| Sergei Zenjov 31'                                          | goals | 60' Antonio Cassano 63' Leonardo Bonucci |

### Zesde ontmoeting
| EK 2012 kwalificatie (Modena, Italië, 3 juni 2011):          |       |         |
| Italië                                                       | 3 – 0 | Estland |
| Giuseppe Rossi 21' Antonio Cassano 39' Giampaolo Pazzini 68' | goals |         |

### Zevende ontmoeting
| Vriendschappelijk (Florence, Italië, 11 november 2020): |       |         |
| Italië | 4 – 0 | Estland |
| Vincenzo Grifo 14' Federico Bernardeschi 27' Vincenzo Grifo 75' (pen.) Riccardo Orsolini 86' (pen.) | goals |         |
| - Debuut van Davide Calabria (AC Milan), Luca Pellegrini (Genoa), Alessandro Bastoni (Internazionale), Pietro Pellegri (AS Monaco) en Matteo Pessina (Atalanta Bergamo) voor Italië. - Debuut van Markus Soomets (Flora Tallinn) voor Estland. |       |         |

EJL · A-internationals · Bondscoaches · Statistieken · Estisch vrouwenelftal · Olympisch elftal · Estland U21 · Estland U20 · Estland U19 · Estland U18 · Estland U17 · Estland U16
1920 – 1929 ·
1930 – 1939 ·
1940 – 1949 ·
1950 – 1990 · 
1990 – 1999 ·
2000 – 2009 ·
2010 – 2019 ·
2020 − 2029
OS 1924
1920 ·
1921 ·
1922 ·
1923 ·
1924 ·
1925 ·
1926 ·
1927 ·
1928 ·
1929 · 
1930 · 
1931 · 
1932 · 
1933 · 
1934 · 
1935 · 
1936 · 
1937 · 
1938 · 
1939 · 
1940 · 
1941 · 
1942 · 
1943 · 1944 · 
1945 · 
1946 · 
1947 · 
1948 · 
1949 · 
1950 – 1990 · 
1991 · 
1992 · 
1993 · 
1994 · 
1995 · 
1996 · 
1997 · 
1998 · 
1999 · 
2000 · 
2001 · 
2002 · 
2003 · 
2004 · 
2005 · 
2006 · 
2007 · 
2008 · 
2009 · 
2010 · 
2011 · 
2012 · 
2013 · 
2014 · 
2015 · 
2016 ·
2017 ·
2018 ·
2019 ·
2020
Albanië ·
Andorra ·
Angola ·
Antigua en Barbuda ·
Argentinië ·
Armenië ·
Azerbeidzjan ·
België ·
Bosnië-Herzegovina ·
Brazilië ·
Bulgarije ·
Canada ·
Chili ·
China ·
Cyprus ·
Denemarken ·
Duitsland ·
Ecuador ·
Egypte ·
El Salvador ·
Engeland ·
Equatoriaal-Guinea ·
Faeröer ·
Fiji ·
Filipijnen ·
Finland ·
Frankrijk ·
Georgië · 
Gibraltar ·
Griekenland ·
Hongarije ·
Hongkong ·
Ierland ·
IJsland ·
Indonesië ·
Irak ·
Israël ·
Italië ·
Jordanië ·
Kazachstan ·
Kirgizië ·
Kroatië ·
Letland ·
Libanon ·
Liechtenstein ·
Litouwen ·
Luxemburg ·
Malta ·
Marokko ·
Mexico ·
Moldavië ·
Montenegro ·
Nederland ·
Nieuw-Caledonië ·
Nieuw-Zeeland ·
Noord-Ierland ·
Noord-Macedonië ·
Noorwegen ·
Oekraïne ·
Oezbekistan ·
Oman ·
Oostenrijk ·
Polen ·
Portugal ·
Qatar ·
Roemenië ·
Rusland ·
Saint Kitts en Nevis ·
San Marino ·
Saoedi-Arabië ·
Schotland ·
Servië ·
Slovenië ·
Slowakije · 
Spanje ·
Tadzjikistan ·
Thailand ·
Trinidad en Tobago ·
Tsjechië ·
Turkije ·
Turkmenistan ·
Uruguay ·
Vanuatu ·
Venezuela ·
Verenigde Arabische Emiraten ·
Verenigde Staten ·
Vietnam ·
Wales ·
Wit-Rusland ·
Zweden ·
Zwitserland
FIGC · A-internationals · Selecties · Bondscoaches · Italiaans vrouwenelftal · Olympisch elftal · Italië U21 · Italië U20 · Italië U19 · Italië U18 · Italië U17 · Italië U16 · Vrouwen U17
1910 – 1919 ·
1920 – 1929 ·
1930 – 1939 ·
1940 – 1949 ·
1950 – 1959 ·
1960 – 1969 ·
1970 – 1979 ·
1980 – 1989 ·
1990 – 1999 ·
2000 – 2009 ·
2010 – 2019 ·
2020 − 2029
EK's: 1968 · 
1980 · 
1988 · 
1996 · 
2000 · 
2004 · 
2008 · 
2012 · 
2016 ·
2020 ·
2024
WK's: 1934 · 
1938 · 
1950 · 
1954 · 
1962 · 
1966 · 
1970 · 
1974 · 
1978 · 
1982 · 
1986 · 
1990 · 
1994 · 
1998 · 
2002 · 
2006 · 
2010 · 
2014
OS: 1912 · 
1920 · 
1924 · 
1928 · 
1936 · 
1948 · 
1952 · 
1960 · 
1984 · 
1988 · 
1992 · 
1996 · 
2000 · 
2004 · 
2008
1911 · 
1912 · 
1913 · 
1914 · 
1915 · 
1916 · 1917 · 1918 · 1919 · 
1920 · 
1921 · 
1922 · 
1923 · 
1924 · 
1925 · 
1926 · 
1927 · 
1928 · 
1929 · 
1930 · 
1931 · 
1932 · 
1933 · 
1934 · 
1935 · 
1936 · 
1937 · 
1938 · 
1939 · 
1940 · 
1941 · 
1942 · 
1943 · 1944 · 
1945 · 
1946 · 
1947 · 
1948 · 
1949 · 
1950 · 
1952 · 
1952 · 
1953 · 
1954 · 
1955 · 
1956 · 
1957 · 
1958 · 
1959 · 
1960 · 
1961 · 
1962 · 
1963 · 
1964 · 
1965 · 
1966 · 
1967 · 
1968 · 
1969 · 
1970 · 
1971 · 
1972 · 
1973 · 
1974 · 
1975 · 
1976 · 
1977 · 
1978 · 
1979 · 
1980 · 
1981 · 
1982 · 
1983 · 
1984 · 
1985 · 
1986 · 
1987 · 
1988 · 
1989 · 
1990 ·
1991 · 
1992 · 
1993 · 
1994 · 
1995 · 
1996 · 
1997 · 
1998 · 
1999 · 
2000 · 
2001 · 
2002 · 
2003 · 
2004 · 
2005 · 
2006 · 
2007 · 
2008 · 
2009 · 
2010 · 
2011 · 
2012 · 
2013 · 
2014 · 
2015 · 
2016 · 
2017 ·
2018 ·
2019 ·
2020 ·
2021 ·
2022 ·
2023 ·
2024
Albanië ·
Algerije ·
Argentinië ·
Armenië ·
Australië ·
Azerbeidzjan ·
België ·
Bosnië en Herzegovina ·
Brazilië ·
Bulgarije ·
Canada ·
Chili ·
China ·
Costa Rica ·
Cyprus ·
DDR ·
Denemarken ·
Duitsland ·
Ecuador ·
Egypte ·
Engeland ·
Estland ·
Faeröer ·
Finland ·
Frankrijk ·
Georgië ·
Ghana ·
Griekenland ·
Haïti ·
Hongarije ·
Ierland ·
IJsland ·
Israël ·
Ivoorkust ·
Japan ·
Joegoslavië ·
Kameroen ·
Kroatië ·
Liechtenstein · 
Litouwen ·
Luxemburg ·
Malta ·
Marokko ·
Mexico ·
Moldavië ·
Montenegro ·
Nederland ·
Nieuw-Zeeland ·
Nigeria ·
Noord-Ierland ·
Noord-Korea ·
Noord-Macedonië ·
Noorwegen ·
Oekraïne ·
Oostenrijk ·
Paraguay ·
Peru ·
Polen ·
Portugal ·
Roemenië ·
Rusland ·
San Marino ·
Saoedi-Arabië ·
Schotland ·
Servië ·
Servië en Montenegro ·
Slovenië ·
Slowakije ·
Sovjet-Unie ·
Spanje ·
Tsjechië ·
Tsjecho-Slowakije ·
Tunesië ·
Turkije ·
Uruguay ·
Venezuela ·
Verenigde Staten ·
Wales ·
Wit-Rusland ·
Zuid-Afrika ·
Zuid-Korea ·
Zweden ·
Zwitserland
Argentinië (1982) · 
Australië (2006) · 
België (2016) · 
België (2021) · 
Brazilië (1970) · 
Brazilië (1982) · 
Brazilië (1994) · 
Costa Rica (2014) · 
Duitsland (2006) · 
Duitsland (2012) · 
Engeland (2012) ·
Engeland (2014) ·
Engeland (2021) ·
Frankrijk (2000) · 
Frankrijk (2006) · 
Frankrijk (2008) · 
Ghana (2006) · 
Hongarije (1938) · 
Ierland (2012) · 
Joegoslavië (1968) · 
Kameroen (1982) · 
Kroatië (2012) · 
Nederland (2008) · 
Nieuw-Zeeland (2010) · 
Oekraïne (2006) · 
Oostenrijk (2021) · 
Paraguay (2010) · 
Peru (1982) · 
Polen (1982, 1) · 
Polen (1982, 2) · 
Roemenië (2008) · 
Spanje (2008) ·
Spanje (2012, 1) ·
Spanje (2012, 2) ·
Spanje (2016) ·
Spanje (2021) ·
Tsjechië (2006) · 
Turkije (2021) · 
Uruguay (2014) · 
Verenigde Staten (2006) · 
Wales (2021) · 
West-Duitsland (1982) · 
Zweden (2016) · 
Zwitserland (2021)